# العلاقات الفرنسية الكورية الجنوبية
العلاقات الفرنسية الكورية الجنوبية هي العلاقات الثنائية التي تجمع بين فرنسا وكوريا الجنوبية.

## مقارنة بين البلدين
هذه مقارنة عامة ومرجعية للدولتين:
| وجه المقارنة                                              | فرنسا                                                    | كوريا الجنوبية                                                          |
| --------------------------------------------------------- | -------------------------------------------------------- | ----------------------------------------------------------------------- |
| المساحة (كم2)                                             | 643.80 ألف                                               | 100.30 ألف                                                              |
| عدد السكان (نسمة)                                         | 67.12 مليون                                              | 51.47 مليون                                                             |
| الكثافة السكانية (ن./كم²)                                 | 104.26                                                   | 513.16                                                                  |
| العاصمة                                                   | باريس                                                    | سول                                                                     |
| اللغة الرسمية                                             | لغة فرنسية                                               | اللغة الكورية                                                           |
| العملة                                                    | يورو، فرنك س ف ب، فرنك فرنسي، Livre tournois ‏            | وون كوري جنوبي                                                          |
| الناتج المحلي الإجمالي (بليون دولار)                      | 2.58 تريليون                                             | 1.53 تريليون                                                            |
| الناتج المحلي الإجمالي (تعادل القوة الشرائية) بليون دولار | 2.87 تريليون                                             | 1.75 تريليون                                                            |
| الناتج المحلي الإجمالي الاسمي للفرد دولار أمريكي          | 36.20 ألف                                                | 27.22 ألف                                                               |
| الناتج المحلي الإجمالي للفرد دولار أمريكي                 | 39.33 ألف                                                |                                                                         |
| مؤشر التنمية البشرية                                      | 0.888                                                    | 0.901                                                                   |
| رمز المكالمات الدولي                                      | +33                                                      | +82                                                                     |
| رمز الإنترنت                                              | .fr، .bzh ‏، .tf، .re، .wf، .yt، .pm، .paris              | .kr                                                                     |
| المنطقة الزمنية                                           | أوروبا/باريس ‏، توقيت وسط أوروبا، توقيت وسط أوروبا الصيفي | توقيت كوريا الجنوبية، ت ع م+09:00، آسيا/سيول ‏، ت ع م+08:00، ت ع م+08:30 |

## مدن متوأمة
في ما يلي قائمة باتفاقيات التوأمة بين مدن فرنسية وكورية جنوبية:
- ترتبط إيسي ليه مولينو مع Guro District, Seoul [الإنجليزية]‏ باتفاقية توأمة منذ 2005.[16][16][17][17]
- ترتبط فرساي مع غيونغجو باتفاقية توأمة منذ 1986.
- ترتبط روان مع جيجو باتفاقية توأمة منذ 1966.

## منظمات دولية مشتركة
يشترك البلدان في عضوية مجموعة من المنظمات الدولية، منها:
| علم المنظمة | اسم المنظمة                               | تاريخ انضمام فرنسا | تاريخ انضمام كوريا الجنوبية |
| ----------- | ----------------------------------------- | ------------------ | --------------------------- |
|             | مؤسسة التمويل الدولية                     | 20 يوليو 1956      | 16 مارس 1964                |
|             | يونسكو                                    | 4 نوفمبر 1946      | 14 يونيو 1950               |
|             | مجموعة أستراليا                           | 1985               | 1996                        |
|             | مجموعة الموردين النوويين                  | ?                  | ?                           |
|             | الوكالة الدولية للطاقة                    | ?                  | ?                           |
|             | مؤسسة التنمية الدولية                     | 30 ديسمبر 1960     | 18 مايو 1961                |
|             | منظمة التعاون الاقتصادي والتنمية          | 7 أغسطس 1961       | 12 ديسمبر 1996              |
|             | المركز الدولي لتسوية المنازعات الاستشارية | 20 سبتمبر 1967     | 23 مارس 1967                |
|             | وكالة ضمان الاستثمار متعدد الأطراف        | 28 ديسمبر 1989     | 12 أبريل 1988               |
|             | منظمة حظر الأسلحة الكيميائية              | ?                  | ?                           |
|             | البنك الإفريقي للتنمية                    | ?                  | ?                           |
|             | الأمم المتحدة                             | 24 أكتوبر 1945     | 17 سبتمبر 1991              |
|             | منظمة الشرطة الجنائية الدولية             | ?                  | ?                           |
|             | مجموعة العشرين                            | 26 سبتمبر 1999     | ?                           |
|             | البنك الدولي للإنشاء والتعمير             | 27 ديسمبر 1945     | 26 أغسطس 1955               |
|             | الفريق المعني برصد الأرض                  | ?                  | ?                           |
|             | الاتحاد البريدي العالمي                   | ?                  | ?                           |
|             | منظمة التجارة العالمية                    | 1995               | ?                           |
|             | المنظمة الهيدروغرافية الدولية             | ?                  | ?                           |
|             | بنك التنمية الآسيوي                       | 1970               | 1966                        |
|             | نظام تحكم تكنولوجيا القذائف               | 1987               | 2001                        |

## وصلات خارجية
- موقع وزارة الخارجية الفرنسية
- موقع وزارة الخارجية الكورية الجنوبية